# Batalla de Almenar (1082)
La batalla de Almenar se produjo en 1082 entre las tropas del rey Al-Mutamán de la Taifa de Zaragoza, comandadas por Rodrigo Díaz de Vivar, contra las tropas de Al-Mundir 'Imad al-Dawla, rey de la Taifa de Lérida, que contó con el apoyo del rey de Aragón, Sancho Ramírez, el conde de Barcelona, Berenguer Ramón II y el conde de Cerdaña y Berga, Guillermo Ramón I. Se trató de una campaña desarrollada en varios días en la frontera entre la Taifa de Zaragoza y la Taifa de Lérida en distintas localidades y fortalezas como Monzón, Peralta de Alcofea, Tamarite de Litera y Almenar, cuya causa fue la rivalidad entre los dos hermanos de la dinastía Banu Hud, que buscaban incorporar a sus dominios a la taifa rival tras el reparto de la Taifa de Zaragoza en su máxima extensión realizado por Al-Muqtadir, padre de ambos, a su muerte. El resultado fue la victoria de Al-Mutamán de Zaragoza, aunque no concluyó con cambios decisivos en las posesiones iniciales.

## Desarrollo
Tras la división de Zaragoza por parte de Al-Muqtadir en dos taifas (Zaragoza recayó en Al-Mutamán y Lérida en Al-Mundir) el rey de Zaragoza intentó someter a su hermano, Al-Mundir de Lérida, a su dominio, sin conseguirlo. Ante esa situación, decidió obligarle militarmente. Para ello contaba con el servicio del caudillo Rodrigo Díaz de Vivar que, recién desterrado del Reino de León y Castilla, había solicitado poner su mesnada y su saber en el campo de batalla a las órdenes de Al-Muqtadir en 1081, y continuó sirviendo a su hijo y heredero privilegiado, Al-Mutamán.
El rey zaragozano envió al Cid con el ejército hacia la frontera con Lérida en verano de 1082. Rodrigo se dirigió a Monzón con un contingente de tropas andalusíes y castellanas, para consolidar la lealtad de esta plaza al rey de Zaragoza. En el camino, el Cid se topó con el ejército del rey de Aragón Sancho Ramírez, cuyos efectivos pretendían hacer desistir a Rodrigo; éste, sin embargo, no se amilanó, y avanzó hasta Peralta de Alcofea, acampando a solo veinticinco kilómetros de Monzón, para, al día siguiente, ser recibido amigablemente por los gobernantes de dicha plaza, con lo que mostraban su fidelidad a los saraqustíes.
A continuación, el Cid avanzó hacia el este hasta Tamarite de Litera para asegurar la frontera frente al rey Al-Mundir. Unos días más tarde prosiguió hacia la fortaleza de Almenar, para disponer de una atalaya sobre la ciudad de Lérida, situada a 20 kilómetros de distancia.

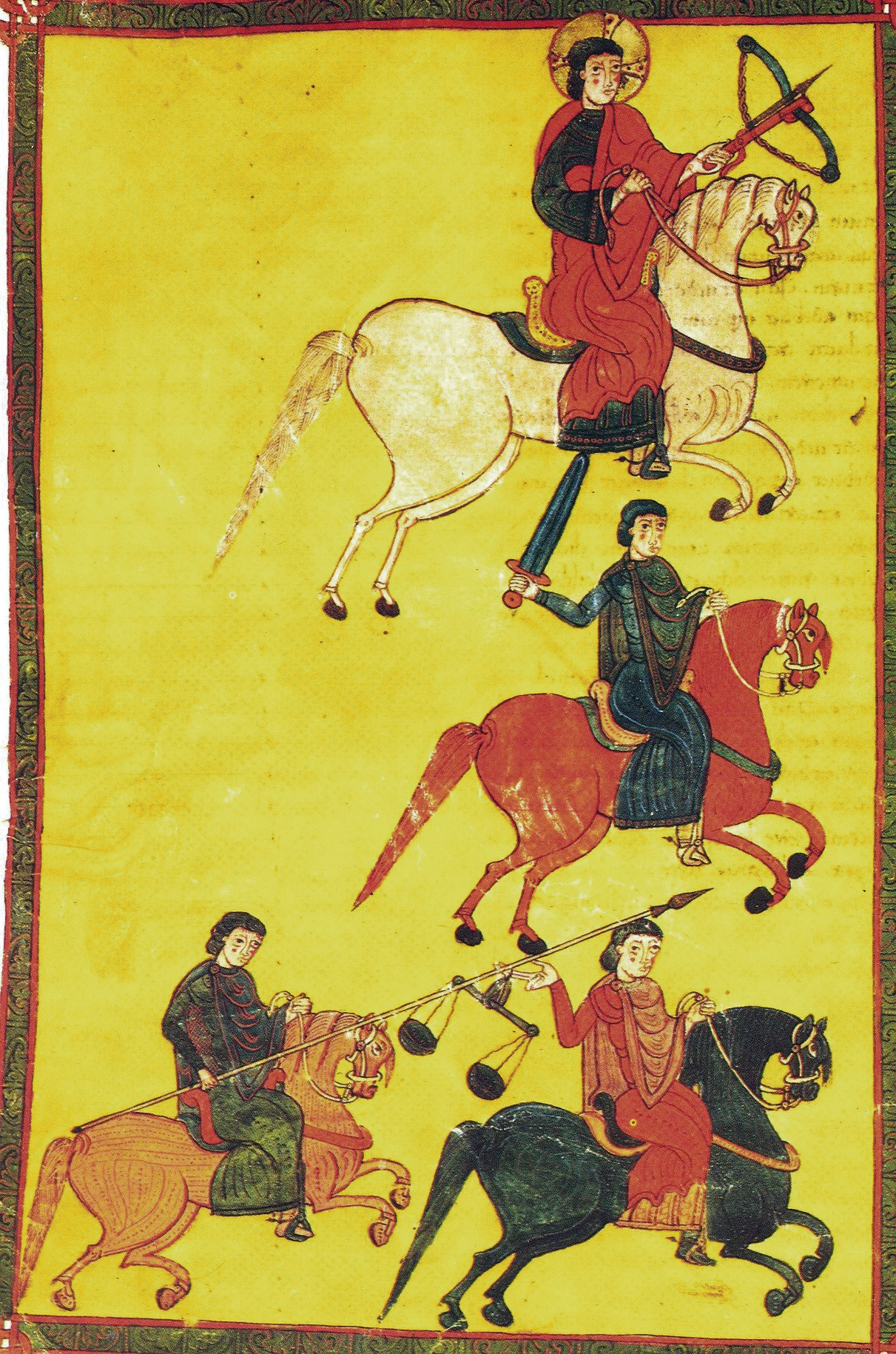
Los jinetes del Apocalipsis en una miniatura de 1086.

Fue entonces cuando Al-Mundir, seguramente a cambio de una recompensa material, solicitó la ayuda del ejército de Berenguer Ramón II de Barcelona y de las tropas del Condado de Cerdaña y Berga, gobernados en ese tiempo por Guillermo Ramón I. Reunido el contingente con el apoyo de otros magnates catalanes, Al-Mundir puso sitio a Almenar, donde el Cid había dejado una guarnición.
Mientras, el Campeador se dirigía hacia el sur, avanzando a lo largo de la frontera entre las dos taifas. Tras un tiempo de asedio, los defensores de Almenar comenzaron a sufrir la escasez de agua, lo que les puso en una situación insostenible. Rodrigo Díaz, que se hallaba en el castillo de Escarpe, situado en la confluencia de los ríos Cinca y Segre a diez kilómetros al sur de Fraga, y recién conquistado a la taifa leridana, solicitó a Al-Mutamán que acudiera con el grueso de las tropas taifales.
Acudió el rey Al-Mutamán de Zaragoza al requerimiento del Cid y le propuso al castellano combatir contra el ejército que cercaba Almenar. El Campeador mostró su reticencia hacia la conveniencia de este ataque directo y sugirió al rey que pactara el levantamiento del sitio a cambio de un pago material. Al-Mutamán siguió el consejo del Cid, pero el ejército sitiador rechazó el trato, confiados en su superioridad sobre el ejército zaragozano.
Ante esta respuesta el Cid se decidió a entrar en batalla campal, dirigiéndose hacia Almenar, donde le salió al encuentro el ejército de Al-Mundir. La victoria correspondió al ejército zaragozano, que puso en fuga al contingente leridano-catalán. Las tropas zaragozanas obtuvieron una importante botín y, sobre todo, capturaron al conde de Barcelona Berenguer Ramón II el Fratricida y a una parte de sus caballeros, seguramente miembros de su séquito personal.
El Cid llevó preso al conde de Barcelona a Tamarite de Litera donde fue entregado al rey Al-Mutamán. Muy probablemente, su rescate supuso una fuerte suma de dinero, como era usual en este tiempo.
Tras la inesperada victoria del Cid y la consolidación de la frontera oriental de la Taifa de Zaragoza, Al-Mutamán y Rodrigo Díaz regresaron a la capital de la Taifa con grandes muestras de júbilo, lo que situó al Campeador en una destacada posición en la corte del rey Hudí.